# Schefflera alongensis
Schefflera alongensis är en araliaväxtart som beskrevs av René Viguier. Schefflera alongensis ingår i släktet Schefflera och familjen araliaväxter. Inga underarter finns listade.